# Franco gibutiano
Il franco gibutiano (arabo: فرنك) è la valuta ufficiale dello stato africano di Gibuti.  Il codice ISO 4217 della valuta è DJF. È suddiviso in 100 centimes.

## Storia
Dal 1884, quando Gibuti divenne un protettorato della Francia, il franco francese circolò accanto alla rupia indiana ed al tallero di Maria Teresa. Il rapporto tra le monete era 2 franchi = 1 rupia e 4,2 franchi = 1 tallero di Maria Teresa.
Dal 1908 i franchi che circolavano a Gibuti furono fissati legalmente al valore del franco francese. Dal 1910 furono emesse per banconote per questa colonia dalla Banca d'Indocina, con valori da 5, 20 e 100 franchi.
La Camera di Commercio locale emise moneta cartacea e gettoni con valori tra i 5 centime ed 1 franco. A causa del deprezzamento del franco francese in seguito alla prima guerra mondiale furono introdotte banconote da 500 franchi nel 1927 e nel 1938 quelle da 1000 franchi.
Nel 1948 furono coniate le prime monete (1, 2 e 5 franchi) emesse specificamente per Gibuti, a nome della  "Côte Française des Somalis". Nel 1949 fu emessa un franco gibutiano e la valuta fu fissata al dollaro statunitense con un tasso di 214,392 franchi = 1 dollaro. Questo era il valore che aveva il franco francese nel sistema di Bretton Woods fino a pochi mesi prima. Di conseguenza l'economia di Gibuti non soffrì della successiva ulteriore svalutazione del franco francese.
Nel 1952 il Tesoro pubblico decise la produzione di carta-moneta e fu introdotta una banconota da 5000 franchi. Nel 1965 furono introdotte monete da 10 e 20 franchi e le banconote di taglio più basso erano quelle da 50 franchi.
Il cambiamento di nome da "Côte Française des Somalis" a "Territoire français des Afars et Issas", avvenuto nel 1967, si evidenziò sulle monete e banconote e nel 1970 ci fu anche l'emissione di monete da 50 e da 100 franchi in sostituzione delle banconote di pari valore. Nel 1971 e nel 1973, il franco fu rivalutato nei confronti del dollaro, prima a un tasso di 197,466 per un dollaro, e poi a 177,721, tasso che rimane tuttora uguale.
Un ulteriore cambiamento nel disegno delle monete e banconote ebbe luogo in seguito all'indipendenza nel 1977. La Banca Nazionale proseguì le emissioni di banconote. L'unico cambiamento fu l'introduzione della banconote da 10 000 franchi nel 1984 e la sostituzione della banconota da 500 franchi con una moneta nel 1989.

## Monete
Tra il 1920 ed il 1922 la Camera di Commercio emise gettono coniatiin zinco, alluminio, bronzo alluminio-bronzo nei valori di 5, 10, 25 e 50 centime ed 1 franco. Le forme erano vari tra cui rotonde, esagonali ed ottagonali.
Nel 1948 furono introdotte monete in alluminio da 1, 2 e 5 franchi. La moneta in alluminio-bronzo da 20 franchi fu introdotta nel 1952, seguita da quella da 10 franchi nel 1965. Le monete in cupronichel da 50 e da 100 franchi furono introdotte nel 1970, e quella in alluminio-bronzo da 500 franchi seguì nel 1977.
Le monete ora in circolazione sono:
- Alluminio 1, 2 e 5 franchi
- Cupralluminio 10 e 20 franchi
- Cupronichel 50 e 100 franchi
- Cupralluminio 500 franchi

## Banconote
Tra il 1910 ed il 1915 furono introdotte banconote nei tagli da 5, 20 e 100 franchi. Banconote della Camera di Commercio furono introdotte nel 1919 con tagli da 5, 10 e 50 centime e da 1 franc. La perdita di valore del franco francese in seguito alla prima guerra mondiale causò l'introduzione delle banconote da 500 e 1000 franchi rispettivamernte nel 1927 e nel 1938. La banconota da 10 franchi fu introdotta nel 1946.
Quando il Trésor public prese in carico la produzione della carta moneta nel 1952, le banconote da 5, 10 e 20 franchi non furono più stampate ed invece fu introdotto il biglietto da 5000 franchi.
Nel 1977 la produzione delle banconote passò alla Banque Nationale.
Gli unici cambiamenti furono l'introduzione della banconota da 10 000 franchi nel 1984 e la sostituzione di quella da 500 franchi con una moneta nel 1989.